# Nuwerus
Nuwerus è una cittadina sudafricana situata nella municipalità distrettuale di West Coast nella provincia del Capo Occidentale.
Il nome significa "nuovo riposo" in lingua afrikaans.

## Geografia fisica
Il piccolo centro sorge a circa 16 chilometri a sud-est di Bitterfontein e a circa 70 chilometri a nord-ovest di Vanrhynsdorp.